# Promachus aegyptiacus
Promachus aegyptiacus är en tvåvingeart som beskrevs av Efflatoun 1929. Promachus aegyptiacus ingår i släktet Promachus och familjen rovflugor. Inga underarter finns listade i Catalogue of Life.